# Mafia rouge
Pour plus de détails, voir Fiche technique et Distribution.
Mafia rouge (Den of Lions) est un film américano-hongrois réalisé par James Bruce, sorti en 2003. 

## Synopsis
Mike Varga est un agent du FBI d'origine hongroise et tsigane envoyé à Budapest afin d'infiltrer la Mafia russe.

## Fiche technique
- Titre : Mafia rouge
- Titre original : Den of Lions
- Réalisation : James Bruce
- Scénario : James Bruce, Freddy Deane
- Décors : István Ocztos
- Costume : Éva Vass
- Photographie : Jean-François Robin
- Montage : Steven Kaman
- Musique : Ron Hay
- Sociétés de production : Millennium Films, Nu Image Films
- Distribution : Millennium Films
- Pays d'origine : Hongrie, États-Unis
- Langue : anglais
- Genre : drame, action
- Durée : 103 minutes
- Date de sortie : 2003

## Distribution
- Stephen Dorff : Mike Varga
- Bob Hoskins : Darius Paskevic
- Laura Fraser : Katya Paskevic
- Ian Hart : Rob Shepard
- David O'Hara : Ferko Kurchina
- József Gyabronka : Laszlo Juskus
- Andrew McCulloch : Gyuarka Kovacs
- Tania Emery : Rita
- Philip Madoc : Grandpa Marcus
- Zita Görög : Nico